# Wurugag et Waramurungundi
Dans la mythologie aborigène (spécifiquement Gunwinggu), Wurugag et Waramurungundi sont respectivement le premier homme et la première femme.
Waramurungundi donna naissance à toute chose vivante et enseigna le langage aux peuples d'Australie.